# Minčo Nejčev
Minčo Kolev Nejčev (in bulgaro Минчо Колев Нейчев?; Stara Zagora, 4 aprile 1887 – Sofia, 11 agosto 1956) è stato un politico bulgaro.
Egli ebbe alcune presidenze dopo la rivoluzione del 10 settembre, come il ministero della giustizia nel gabinetto di Kimon Georgiev (1944-1946), il ministero dell'istruzione nel gabinetto di Georgi Dimitrov (1946-1947) e il ministero degli esteri sotto Vălko Červenkov ed Anton Jugov (1950-1956). Nel 1947 fu a capo della commissione che elaborava la nuova costituzione, e fino al 1950 ricoprì la più alta carica politica nazionale, come Presidente del Presidium dell'Assemblea nazionale.

## Biografia
Minčo Nejčev nacque il 4 aprile (23 marzo del calendario giuliano) 1887 a Stara Zagora. Nel 1908 si laureò in giurisprudenza in Svizzera, e dopo cominciò a lavorare come avvocato nel suo paese natale. Nel 1920 divenne membro del Partito Comunista Bulgaro, e ne guidò la sezione organizzativa di Stara Zagora. Dopo la rivolta di settembre del 1923 venne arrеstato per qualche mese. Nel 1941 venne di nuovo arrestato e mandato nel lager Krăsto Pole. Nel 1943 venne liberato e prende parte alle attività del Fronte patriottico.
Nel governo, formato dopo la rivoluzione del 10 settembre 1944, Minčo Nejčev divenne ministro della giustizia. Nel 1945 diventò membro del comitato centrale del PCB, nel 1948 candidato membro e quindi nel 1949 membro del Politburo. Dopo una piccola pausa nell'estate del 1946 Nejčev riprese parte al governo, come ministro dell'istruzione nazionale. Nel 1947 fu presidente della commissione parlamentare, che elaborava il progetto della nuova costituzione, ed in seguito divenne presidente della VI Grande Assemblea nazionale (1947-1949) e della I Assemblea nazionale (1950). Nel 1950 fu ministro degli affari esteri. Dopo l'allontanamento di Vălko Červenkov, Nejčev venne espulso dal Politburo, ma rimase ministro degli esteri fino alla morte, avvenuta a Sofia l'11 agosto 1956.